# Vershina Kunina
Vershina Kunina är en bergstopp i Antarktis. Den ligger i Östantarktis. Australien gör anspråk på området. Toppen på Vershina Kunina är 503 meter över havet.
Terrängen runt Vershina Kunina är platt åt sydost, men åt nordväst är den kuperad. Trakten är obefolkad. Det finns inga samhällen i närheten.